# Paroeme maynei
Paroeme maynei là một loài bọ cánh cứng trong họ Cerambycidae.